# Чапаєвська сільська рада (Новоорський район)
Чапаєвська сільська рада (рос. Чапаевский сельский совет) — сільське поселення у складі Новоорського району Оренбурзької області Росії.
Адміністративний центр та єдиний населений пункт — село Чапаєвка.

## Населення
Населення — 681 особа (2019; 884 в 2010, 920 у 2002).